# David Chudnovsky
David Volfovich Chudnovsky (auch Choodnovsky; ukrainisch Давид Вольфович Чудновський; russisch Давид Вольфович Чудновский; * 22. Januar 1947 in Kiew, Ukrainische SSR) ist ein US-amerikanischer Mathematiker, der sich mit Zahlentheorie beschäftigt.

## Leben und Wirken
Chudnovsky, dessen Mutter Bauingenieurin war und mit ihren Söhnen nach New York zog, wuchs in der Ukraine auf und studierte wie sein Bruder Gregory Chudnovsky, mit dem er in der Folge eng zusammenarbeitet, an der Universität Kiew und promovierte am mathematischen Institut der Ukrainischen Akademie der Wissenschaften. Gregory Chudnovsky ist durch eine Krankheit schwerbehindert (Myasthenia gravis), und um eine bessere medizinische Versorgung zu gewährleisten, beantragte die Familie 1976 die Auswanderung, woraufhin sie ihre Arbeit verloren und Verfolgung durch den KGB ausgesetzt waren, beispielsweise wurde bei einer Gelegenheit seine Mutter auf der Straße zusammengeschlagen. Die Familie erhielt aber Unterstützung von ausländischen Mathematikern und konnte 1977 nach New York ausreisen, wo die Brüder an der Columbia University arbeiteten (bis in die 1990er Jahre nur als Senior Research Scientists).
Er ist zurzeit (2009) wie sein Bruder Professor am Polytechnic Institute der New York University. Bekannt wurden sie für mehrere Rekorde bei der Berechnung von Pi, die sie teilweise auf in ihrer Wohnung selbstgebauten Supercomputern („M zero“ genannt, er erreichte bis 2 Gigaflop Rechenleistung) Anfang der 1990er Jahre erzielten. Mitte 1991 berechneten sie Pi auf 2 Milliarden 260 Millionen Ziffern und stellten die Rechnungen vorerst ein.
Für ihre Berechnungen von Pi benutzten sie einen von ihnen entwickelten Algorithmus (Chudnovsky-Algorithmus), eine Formel, die Pi als hypergeometrische Reihe angibt ähnlich von solchen, die schon S. Ramanujan fand.
Nach ihrem ersten Heim-Supercomputer waren sie auch an weiteren Computerprojekten beteiligt. Mit Saed Younis (damals Student am MIT) und dem IBM Supercomputer-Architekten Monty Denneau bauten sie kurz darauf den speziell für zahlentheoretische Rechnungen gebauten Little Fermat Computer am MIT.
Ihre Hilfe bei der Restaurierung der Einhornteppiche des Metropolitan Museum of Art (in der digitalen Fotodokumentation) war Gegenstand eines PBS Fernsehfilms 2003.
Die Brüder erhielten unter anderem den französischen Prix Peccot-Vimont, mehrere Guggenheim Fellowships, den Preis der Moskauer Mathematischen Gesellschaft.
1982 waren die Brüder Mitherausgeber der Gesammelten Werke von Sacharow bei Dekker.

## Schriften
- als Herausgeber mit Gregory Chudnovsky: The Riemann Problem, complete Integrability and Arithmetic Applications. Proceedings of a Seminar, held at the Institut des Hautes Etudes Scientifiques, Bures-sur Yvette, France and at Columbia University, New York, USA, 1979–1980 (= Lecture Notes in Mathematics. 925). Springer, Berlin u. a. 1982, ISBN 3-540-11483-1.
- als Herausgeber mit Gregory Chudnovsky: Classical and Quantum Models of Arithmetic Problems (= Lecture Notes in Pure and Applied Mathematics. 92). Marcel Dekker, New York NY u. a. 1984, ISBN 0-8247-1825-9.
- als Herausgeber mit Gregory Chudnovsky: Search theory. Some recent developments (= Lecture Notes in Pure and Applied Mathematics. 112). Marcel Dekker, New York NY u. a. 1989, ISBN 0-8247-8000-0.